# Лашез (коммуна)
Лаше́з (фр. Lachaise) — коммуна во Франции, находится в регионе Пуату — Шаранта. Департамент — Шаранта. Входит в состав кантона Барбезьё-Сент-Илер. Округ коммуны — Коньяк.
Код INSEE коммуны — 16176.
Коммуна расположена приблизительно в 420 км к юго-западу от Парижа, в 130 км южнее Пуатье, в 34 км к юго-западу от Ангулема.

## Население
Население коммуны на 2008 год составляло 285 человек.
| 1962 | 1968 | 1975 | 1982 | 1990 | 1999 | 2008 |
| ---- | ---- | ---- | ---- | ---- | ---- | ---- |
| 288  | 281  | 266  | 281  | 275  | 290  | 285  |

## Экономика
В 2007 году среди 175 человек в трудоспособном возрасте (15—64 лет) 136 были экономически активными, 39 — неактивными (показатель активности — 77,7 %, в 1999 году было 76,2 %). Из 136 активных работали 128 человек (71 мужчина и 57 женщин), безработных было 8 (3 мужчины и 5 женщин). Среди 39 неактивных 9 человек были учениками или студентами, 17 — пенсионерами, 13 были неактивными по другим причинам.

## Фотогалерея
- Церковь Сен-Вивьен
- Военный мемориал
- Кладбище